# ボスト予想
ボスト予想（en:Bost conjecture）は、1995年にフランスの数学者、ジャン＝ブノワ・ボスが提起した予想で、代数的K-理論と、素数論を統一する予想である。
トーマス・ファレルとローウェルE.ジョーンズにちなんで名付けられたファレル＝ジョーンズの推測（en:Farrell–Jones conjecture）につらなるとされ、これらは特定のアセンブリマップが同型であるとされるが、特定の準同型として与えられた動機は、群環の代数的-K理論とアセンブリマップのターゲットへの関心である。
| サブスタブ | この項目は、まだ閲覧者の調べものの参照としては役立たない、書きかけの項目です。この項目を加筆・訂正などしてくださる協力者を求めています。このテンプレートは分野別のサブスタブテンプレートやスタブテンプレート（Wikipedia:分野別のスタブテンプレート参照）に変更することが望まれています。 |